# Triethyl(trifluormethyl)silan
Triethyl(trifluormethyl)silan (kurz: TESCF3) ist eine organisch chemische Verbindung, konkret eine Organosiliciumverbindung, die eine Trifluormethylgruppe (-CF3) enthält. Die CF3-Gruppe kann unter geeigneten Bedingungen in einer Trifluormethylierung auf andere Moleküle übertragen werden, weshalb es in der organischen Synthese eingesetzt wird. Es ist in Struktur und Anwendung mit Trimethyl(trifluormethyl)silan verwandt, das statt drei Ethylgruppen (-C2H5) drei Methylgruppen (-CH3) trägt.

## Herstellung
Triethyl(trifluormethyl)silan kann durch Reaktion von Triethylsilylchlorid und Bromtrifluormethan in Gegenwart von Tris(diethylamino)phosphin in Dichlormethan hergestellt werden.

## Reaktionen
Triethyl(trifluormethyl)silan eignet sich als Reagenz zur Trifluormethylierung. Unter Palladiumkatalyse können aromatische Carbonsäurefluoride decarbonyliert werden und die Trifluormethylgruppe des Silanreagenzes übertragen werden. Eine andere Anwendung ist die Palladium-katalysierte Herstellung von Fluoralkenen, wobei als Edukt Triflate von Enolen zum Einsatz kommen. Unter Katalyse mit einer Base, beispielsweise Kaliumcarbonat, kann die Trifluormethylgruppe von Triethyl(trifluormethyl)silan an die Carbonylgruppe eines Chinons addiert werden. Das Sauerstoffatom reagiert mit der verbleibenden Silylgruppe zu einem Silylether.